# 恰普拉
恰普拉（Chapra），是印度比哈尔邦Saran县的一个城镇。总人口178835（2001年）。

## 人口
该地2001年总人口178835人，其中男性96077人，女性82758人；0—6岁人口27224人，其中男13884人，女13340人；识字率60.92%，其中男性为72.15%，女性为47.88%。